# Julija Stoliarenko
Julija Stoliarenko (Kaunas, Lituania, 8 de abril de 1993) es una artista marcial mixta lituana que compite en la división de peso gallo de Ultimate Fighting Championship.

## Primeros años
Su padre la introdujo en el karate cuando tenía 12 años, progresando finalmente hacia el jiu-jitsu brasileño y las artes marciales mixtas.

## Carrera en las artes marciales mixtas

### Lethwei
El 16 de junio de 2017 hizo su debut en Lethwei en Lethwei in Japan 4: Frontier, y noqueó a la luchadora birmana de Lethwei Su Hlaing Oo.
Se enfrentó a Vero Nika el 15 de noviembre de 2017 en Lethwei Grand Prix Japan 2017. Ganó el combate por TKO.
Se enfrentó a Yugia el 2 de octubre de 2019 en Lethwei in Japan 14. Perdió el combate por TKO en el primer asalto.

### Artes marciales mixtas

#### The Ultimate Fighter
En 2018 fue concursante en The Ultimate Fighter: Heavy Hitters. En la final de Ultimate Fighter, perdió contra Leah Letson por decisión dividida.

#### Invicta FC
Se enfrentó a Lisa Spangler el 6 de marzo de 2020 en Invicta FC: Phoenix Series 3. Ganó el combate por decisión dividida y ganó el Campeonato de Peso Gallo de Invicta.

#### Ultimate Fighting Championship
Debutó en la UFC contra Yana Kunitskaya el 8 de agosto de 2020 en UFC Fight Night: Lewis vs. Oleinik. Perdió el combate por decisión unánime.
Se esperaba que se enfrentara a Julia Avila el 20 de marzo de 2021 en UFC on ESPN: Brunson vs. Holland. Sin embargo, en el pesaje, sufrió un episodio de síncopa en la báscula y el combate fue descartado. El combate fue reprogramado para el 26 de junio de 2021 en UFC Fight Night: Gane vs. Volkov. Perdió el combate por sumisión en el tercer asalto.
Se enfrentó a Alexis Davis el 5 de febrero de 2022 en UFC Fight Night: Hermansson vs. Strickland. Perdió el combate por decisión unánime.
Se enfrentó a Jessica-Rose Clark el 2 de julio de 2022 en UFC 276. Ganó el combate por sumisión en el primer asalto. Esta victoria le valió el premio a la Actuación de la Noche.
Se enfrentó a Chelsea Chandler el 1 de octubre de 2022 en UFC Fight Night: Dern vs. Yan. Perdió el combate por TKO en el primer asalto.

## Campeonatos y logros

### Artes marciales mixtas
- Ultimate Fighting Championship
  - Actuación de la Noche (una vez) vs. Jessica-Rose Clark[26]
- Invicta Fighting Championships
  - Campeonato de Peso Gallo de Invicta FC (una vez)[11]
- Celtic Gladiator
  - Campeonato de Peso Gallo de CG (una vez)

### Lethwei
- International Lethwei Federation Japan
  - Campeonato Mundial Femenino de Peso Pluma de la ILFJ (dos veces)

## Récord en artes marciales mixtas
| Resultado | Récord | Oponente               | Método                                 | Evento                                     | Fecha                    | Ronda | Tiempo | Localización        | Notas                                                       |
| --------- | ------ | ---------------------- | -------------------------------------- | ------------------------------------------ | ------------------------ | ----- | ------ | ------------------- | ----------------------------------------------------------- |
| Derrota   | 11-8-2 | Luana Carolina         | TKO (puñetazos)                        | UFC Fight Night: Dolidze vs. Imavov        | 3 de febrero de 2024     | 3     | 4:52   | Las Vegas, Nevada   | Pelea de peso capturado (128 libras); Carolina perdió peso. |
| Victoria  | 11-7-2 | Molly McCann           | Sumisión (armbar)                      | UFC Fight Night: Aspinall vs. Tybura       | 22 de julio de 2023      | 1     | 1:55   | London,             | Debut en peso mosca.                                        |
| Derrota   | 10-7-2 | Chelsea Chandler       | TKO (puñetazos)                        | UFC Fight Night: Dern vs. Yan              | 1 de octubre de 2022     | 1     | 4:15   | Las Vegas, Nevada   | Combate de peso acordado (140 libras).                      |
| Victoria  | 10-6-2 | Jessica-Rose Clark     | Sumisión (barra de brazo)              | UFC 276                                    | 2 de julio de 2022       | 1     | 0:42   | Las Vegas, Nevada   | Actuación de la Noche.                                      |
| Derrota   | 9-6-2  | Alexis Davis           | Decisión (unánime)                     | UFC Fight Night: Hermansson vs. Strickland | 5 de febrero de 2022     | 3     | 5:00   | Las Vegas, Nevada   |                                                             |
| Derrota   | 9-5-2  | Julia Avila            | Sumisión (estrangulamiento por detrás) | UFC Fight Night: Gane vs. Volkov           | 26 de junio de 2021      | 3     | 4:19   | Las Vegas, Nevada   |                                                             |
| Derrota   | 9-4-2  | Yana Kunitskaya        | Decisión (unánime)                     | UFC Fight Night: Lewis vs. Oleinik         | 8 de agosto de 2020      | 3     | 5:00   | Las Vegas, Nevada   |                                                             |
| Victoria  | 9-3-2  | Lisa Spangler          | Decisión (dividida)                    | Invicta FC: Phoenix Series 3               | 6 de marzo de 2020       | 5     | 5:00   | Kansas City, Kansas | Ganó el vacante Campeonato de Peso Gallo de Invicta FC.     |
| Victoria  | 8-3-2  | Mariam Tatunashvili    | Sumisión (barra de brazo)              | KOK'80 World Series 2019 in Lithuania      | 16 de noviembre de 2019  | 1     | 0:20   | Vilna               |                                                             |
| Victoria  | 7-3-2  | Victoria Dvaraninovich | Sumisión (barra de brazo)              | KOK'78 World Series 2019 in Kaunas         | 21 de septiembre de 2019 | 1     | 0:19   | Kaunas              |                                                             |
| Victoria  | 6-3-2  | Marta Waliczek         | Sumisión (barra de brazo)              | Celtic Gladiator 24                        | 29 de junio de 2019      | 1     | 0:30   | Bielsko-Biała       | Ganó el vacante Campeonato de Peso Gallo de la GC.          |
| Victoria  | 5-3-2  | Natalya Dyachkova      | Sumisión (barra de brazo)              | KOK'69 World Series 2019 in Vilnius        | 16 de marzo de 2019      | 1     | 0:00   | Vilna               | Regreso al peso gallo.                                      |
| Derrota   | 4-3-2  | Leah Letson            | Decisión (dividida)                    | The Ultimate Fighter: Heavy Hitters Finale | 30 de noviembre de 2018  | 3     | 5:00   | Las Vegas, Nevada   | Debut en el peso pluma.                                     |
| Victoria  | 4-2-2  | Alecia Zomkowski       | Sumisión (barra de brazo)              | Bushido 74                                 | 4 de mayo de 2018        | 1     | 0:22   | Vilna               |                                                             |
| Victoria  | 3-2-2  | Tatsiana Firsava       | Sumisión (barra de brazo)              | KOK 55 World GP 2018 in Vilnius            | 17 de marzo de 2018      | 1     | 0:58   | Vilna               |                                                             |
| Victoria  | 2-2-2  | Tetyana Voznyuk        | Sumisión (barra de brazo)              | KOK World Series 2017 in Kaunas            | 23 de septiembre de 2017 | 1     | 0:58   | Kaunas              |                                                             |
| Empate    | 1-2-2  | Martyna Czech          | Empate (mayoritario)                   | KOK World Series 2016 in Vilnius           | 19 de marzo de 2016      | 2     | 5:00   | Vilna               | Combate de peso acordado (141 libras).                      |
| Derrota   | 1-2-1  | Lucie Pudilová         | TKO (parada médica)                    | GCF Challenge - Back in the Fight 4        | 27 de marzo de 2015      | 2     | 5:00   | Příbram             | Combate de peso acordado (143 libras).                      |
| Derrota   | 1-1-1  | Agnieszka Niedźwiedź   | TKO (codazos)                          | Fighters Arena 9                           | 8 de junio de 2014       | 3     | 2:51   | Józefów             |                                                             |
| Victoria  | 1-0-1  | Eeva Siiskonen         | Sumisión (barra de brazo)              | Carelia Fight 9                            | 7 de septiembre de 2013  | 1     | 1:25   | Imatra              |                                                             |
| Empate    | 0-0-1  | Evelyn Adomulyte       | Empate                                 | SWAT 30                                    | 14 de abril de 2012      | 3     | 5:00   | Kaunas              | Debut en el peso gallo.                                     |